# Erick Cabaco
Erick Cathriel Cabaco Almada (Montevideo, 19 d'abril de 1995) és un futbolista uruguaià que juga com a defensa central pel Racing de Ferrol.

## Carrera esportiva
Cabaco es va formar al planter del CA Rentistas. Va debutar en lliga el 6 d'abril de 2014. Va fitxar pel Nacional el gener de 2016. Per la temporada 2016–17, fou cedit a l'AS Nancy, amb opció de compra.
L'1 de setembre de 2017, Cabaco fou cedit al Llevant UE de La Liga, per un any. El 16 de maig de 2018, el Llevant va comprar el jugador tot pagant la seva clàusula de rescissió, de 2 milions d'euros.
El 31 de gener de 2020, Cabaco va signar contracte per quatre anys i mig amb el Getafe CF de primera divisió. El 26 de juliol de 2022, fou cedit al Granada CF per un any, amb el club a Segona Divisió.